# Bono (Arkansas)
Pour les articles homonymes, voir Bono (homonymie).
Bono est une municipalité du comté de Craighead, dans l'État de l'Arkansas aux États-Unis.

## Démographie
| 1930 | 1940 | 1950 | 1960 | 1970 | 1980 |
| ---- | ---- | ---- | ---- | ---- | ---- |
| 209  | 248  | 352  | 339  | 428  | 967  |

| 1990  | 2000  | 2010  | - | - | - |
| ----- | ----- | ----- | - | - | - |
| 1 220 | 1 512 | 2 131 | - | - | - |